# وزارة النقل (المملكة المتحدة)
وزارة النقل (بالإنجليزية: Department for Transport)‏ هي وزارة حكومية بريطانية تابعة لحكومة المملكة المتحدة مسؤولة عن شبكة النقل في المملكة المتحدة. يدير الوزارة وزير الدولة للنقل، وحاليا يشغل المنصب مارك هاربر(منذ 25 أكتوبر 2022).

## تاريخ
تأسست وزارة النقل بموجب قانون وزارة النقل لعام 1919 الذي نص على نقل صلاحيات وواجبات أي دائرة حكومية إلى الوزارة الجديدة فيما يتعلق بالسكك الحديدية والسكك الحديدية الخفيفة والترام والقنوات والممرات المائية الداخلية والطرق والجسور والعبارات والمركبات والمرور عليها والموانئ والأرصفة. أُعيد تنظيم سيطرة الحكومة على النقل والمسائل المتنوعة المرتبطة به عدة مرات في التاريخ الحديث آخرها وزارة النقل في 2002 وحتى الآن.

## وصلات خارجية
- الموقع الرسمي